# Gaetano Cattaneo
Gaetano Cattaneo (Soncino (Rognano), 20 settembre 1771 – Milano, 10 settembre 1841) è stato un numismatico e poeta italiano.
Cugino paterno di Carlo Cattaneo, ne influenzò la formazione giovanile.

## Biografia
Nato nella frazione Soncino di Rognano, in provincia di Pavia (e non, come si scrive erroneamente, nell'omonimo paese in provincia di Cremona), si trasferì con la famiglia in giovane età a Milano, dove compì gli studi d'arte. Si trasferì in seguito a Roma per concludere il suo percorso formativo presso l'Accademia di belle arti, ma dovette fare rientro nel capoluogo lombardo a causa delle modeste condizioni familiari che non gli permisero un soggiorno prolungato nella capitale. Venne assunto alla zecca in qualità di disegnatore.
Con l'avvento delle truppe napoleoniche in Lombardia, Cattaneo aderì al fervore culturale che si creò a Milano. Nominato conservatore di un gabinetto numismatico, con sede presso l'Accademia di Brera, da lui proposto al ministro Giuseppe Prina.
Intimo amico di Carlo Porta e di Giuseppe Bossi, Cattaneo divenne uno degli esponenti del fervore intellettuale dell'epoca. Legato a Tommaso Grossi, Luigi Rossari e Giuseppe Taverna, rimase nell'amministrazione pubblica anche dopo la caduta del Regno d'Italia nel 1814. In quegli anni nacque il profondo rapporto con Alessandro Manzoni, che mantenne per tutta la sua vita. Come Porta e Manzoni, egli passava buona parte dell'anno a Canzo.